# The Last Waltz
The Last Waltz (en español, El último vals) fue un concierto de despedida de la banda de rock The Band que tuvo lugar el Día de Acción de Gracias de 1976 en el Winterland Ballroom de San Francisco. El evento contó con la participación de una larga lista de invitados, que incluyó a Paul Butterfield, Eric Clapton, Neil Diamond, Bob Dylan, Emmylou Harris, Ronnie Hawkins, Dr. John, Joni Mitchell, Van Morrison, Ringo Starr, Muddy Waters, Ron Wood, Bobby Charles y Neil Young, entre otros, así como con la dirección musical de John Simon, un productor musical que trabajó con el grupo en los álbumes Music from Big Pink y The Band.
El director estadounidense Martin Scorsese grabó el concierto y estrenó el largometraje en 1978, de forma paralela a la publicación de la banda sonora del filme que produjo el propio John Simon junto a Rob Fraboni. El documental incluyó canciones que el grupo interpretó en el concierto, junto a grabaciones de estudio y entrevistas de Scorsese a los miembros de The Band.
Desde su publicación, una amplia mayoría de críticos musicales y cinematográficos aclamaron The Last Waltz como uno de los mejores documentales musicales de la historia del rock, aunque el propio Levon Helm, batería de The Band, criticó años más tarde el documental por su enfoque en la figura de su compañero Robbie Robertson como líder del grupo. En 2002, Robertson supervisó la reedición en DVD de The Last Waltz y publicó la banda sonora en una caja recopilatoria de cuatro discos con canciones inéditas hasta la fecha.

## Sinopsis
La película comienza con un intertítulo que dice: «This film should be played loud!» —lo cual puede traducirse al español como: «Esta película debe verse a todo volumen»— y junto a las canciones del concierto documenta la carrera y las influencias musicales de The Band, un grupo de rock canadiense, mediante entrevistas personales a sus miembros, que comenzaron su carrera como banda de apoyo del cantante canadiense Ronnie Hawkins a finales de la década de 1950.
Tras el intertítulo, la película continúa con la última canción del concierto, una versión de «Don't Do It» que el grupo tocó como bis la noche del 25 de noviembre de 1976. Luego hace una analepsis para volver al comienzo del concierto y seguir un orden aproximadamente cronológico del mismo, en el que el grupo se acompaña de una sección de vientos en canciones como «Up on Cripple Creek» y «The Night They Drove Old Dixie Down».
A lo largo del concierto, varios artistas invitados comparten escenario con The Band, entre los que figuran Muddy Waters, Paul Butterfield, Neil Young, Joni Mitchell, Van Morrison, Dr. John, Neil Diamond y Eric Clapton, los cuales interpretan canciones del grupo, de los invitados o incluso temas tradicionales de diversos géneros musicales como folk, pop, rock, blues y rock and roll.
El documental intercala las canciones del concierto con escenas de estudio y entrevistas que Scorsese dirige a los miembros del grupo, en las que rememoran su historia, sus aficiones musicales y anécdotas. Entre otras, Robertson narra la entrada de Garth Hudson en el grupo con la condición de que los demás miembros le pagasen diez dólares semanales por darles lecciones musicales, y describe la experiencia de tocar en un club quemado propiedad de Jack Ruby. Richard Manuel recuerda algunos de los primeros nombres del grupo, tales como «The Honkies» y «The Crackers», antes de empezar a ser denominados simplemente como The Band por su asociación con Bob Dylan durante el tiempo que pasaron con él en Woodstock. Por otra parte, Rick Danko muestra a Scorsese los estudios de grabación Shangri-La, propiedad del grupo, y pone una cinta con una grabación del tema «Sip the Wine», que el músico publicó dos años después en su primer álbum de estudio en solitario.
Un tema recurrente en las respuestas de Robertson a Scorsese es que el concierto marca el final de una era tras dieciséis años en la carretera —en referencia al tiempo que el grupo estuvo en activo—. Según dice el propio Robertson: «Eso es The Last Waltz. Dieciséis años en la carretera. El número empieza a asustarte. Quiero decir, no podría vivir veinte años en la carretera. No creo ni que pudiera discutirlo».

## Desarrollo

### Origen del proyecto
La idea de un concierto de despedida surgió a comienzos de 1976, después de que Richard Manuel padeciese un accidente de navegación cerca de Austin, Texas, en el que sufrió lesiones cervicales. Tras el percance de su compañero, Robbie Robertson pensó en abandonar las giras y transformar The Band en un grupo de estudio similar a lo que hicieron The Beatles tras abandonar los escenarios en 1966. No obstante, el resto de sus compañeros no respaldó la decisión, y en particular sufrió enfrentamientos verbales con Levon Helm en las reuniones donde organizaron el concierto. Según relató Helm en su autobiografía:

«En algún momento en septiembre supimos que Robertson y nuestro mánager querían dejarlo todo. [...] El único problema es que yo no quería formar parte de eso. No quería romper The Band. Y se lo dije a Robbie en octubre de 1976 en la oficina de nuestro abogado. [...] Él me dijo que estaba harto de todo. Que quería grabar y hacer música con nosotros, pero que no quería salir de gira. [...] Yo le pregunté: «¿Qué pasa si el resto de The Band quiere salir de gira?». Robbie se lo pensó un minuto y se le ensombreció la cara. «Nosotros podríamos pararlo», dijo. Por «nosotros» se refería a las grandes empresas que se habían hecho cargo del negocio».

A pesar de las discrepancias, el promotor musical Bill Graham, asociado al grupo desde la publicación de Music from Big Pink, reservó el Winterland Ballroom de San Francisco, California para un futuro concierto. Al principio plantearon el evento como un concierto exclusivo de The Band, pero la idea de invitar a Ronnie Hawkins y Bob Dylan, los principales artistas que compartieron escenario con The Band en el pasado, creció hasta el punto de configurar una larga lista de músicos invitados.

### El concierto
El concierto, organizado por Bill Graham, fue un evento de larga duración que comenzó a las 17:00 de la tarde con unos 5000 asistentes a los que sirvieron una cena de cáterin. Antes del concierto, Graham organizó bailes de salón con música de la Berkeley Promenade Orchestra, y contrató a Lawrence Ferlinghetti y Michael McClure para leer poesía.
Cuatro horas después, sobre las 21:00, The Band apareció en escena y abrió el concierto con la canción «Up on Cripple Creek». Luego, el grupo tocó once de sus temas más conocidos, entre los cuales figuraron «The Shape I'm In», «This Wheel's on Fire» y «The Night They Drove Old Dixie Down», con el respaldo de una larga sección de vientos y arreglos musicales de Allen Toussaint.

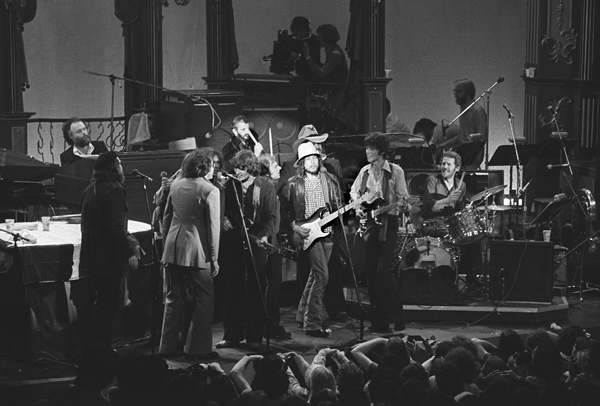
The Band, con Bob Dylan e invitados, durante la canción «I Shall Be Released».

Por el escenario pasó una sucesión de artistas invitados que comenzó por Ronnie Hawkins, con quien el grupo emprendió su carrera musical a comienzos de la década de 1960. Tras Hawkins, Dr John tocó al piano la canción «Such a Night», y a continuación pasó a la guitarra para unirse a Bobby Charles en una versión de «Down South in New Orleans». Luego subieron al escenario Paul Butterfield, Muddy Waters, Pinetop Perkins y Eric Clapton, los cuales interpretaron varias canciones tradicionales de blues como «Mystery Train» y «Further On (Up the Road)», y composiciones propias como «All Our Past Times», que Clapton grabó con Danko y Manuel un año antes del concierto para el álbum No Reason to Cry.
Después de Clapton, salió al escenario Neil Young para interpretar «Helpless» con la ayuda de Joni Mitchell en los coros, quien luego interpretó tres canciones, dos de ellas con el respaldo de Dr. John. El siguiente músico en cantar fue Neil Diamond, que interpretó «Dry Your Eyes», que Robertson coescribió y produjo. Helm fue crítico con la inclusión de Diamond en el concierto, ya que no tenía ninguna conexión musical con The Band salvo la existente a través de Robertson, quien produjo su álbum Beautiful Noises un año antes. Detrás del escenario, Diamond le dijo a Bob Dylan: «Supera eso», a lo que Dylan replicó: «¿Qué tengo que hacer, salir al escenario y quedarme dormido?».
El músico norirlandés Van Morrison pisó por primera vez en tres años un escenario tras Diamond, y cantó dos canciones, la balada tradicional «Tura Lura Lural (That's an Irish Lullaby)» a dúo con Manuel, y «Caravan», una composición propia. Tras Morrison, Young y Mitchell reaparecieron para interpretar «Arcadian Driftwood», una oda a los acadianos de la historia canadiense que Robertson compuso para el álbum Northern Lights - Southern Cross. Luego, The Band tocó varias canciones en solitario antes de la salida de Bob Dylan, que finalizó el concierto con «Baby Let Me Follow You Down», «Hazel», «I Don't Believe You» y «Forever Young».
Tras una coda de «Baby Let Me Follow You Down», el grupo y el resto de invitados, con la suma de Ringo Starr en la batería y de Ron Wood en la guitarra, tocaron «I Shall Be Released» como colofón al concierto. Manuel la cantó en falsete a pesar de que no es posible verlo con claridad en el filme debido a la multitud de artistas en el escenario. Tras la interpretación, los invitados permanecieron en el escenario e improvisaron dos largos temas instrumentales: el primero, «Jam #1», incluye a los miembros de The Band sin Manuel y con la suma de Young, Wood y Clapton en la guitarra, Dr. John al piano, Butterfield en la armónica y Starr en la batería. Por otra parte, «Jam #2» incluyó el mismo personal con la excepción de Robertson y Danko, y con la suma de Stephen Stills, que tocó un solo de guitarra, y de Carl Radle, que tocó el bajo.
Tras nueve horas desde la apertura del espectáculo, el grupo volvió al escenario sobre las 2:15 de la madrugada y tocó un último bis, «Don't Do It», que fue la última canción que los cinco miembros originales de The Band tocaron en público.

### El rodaje

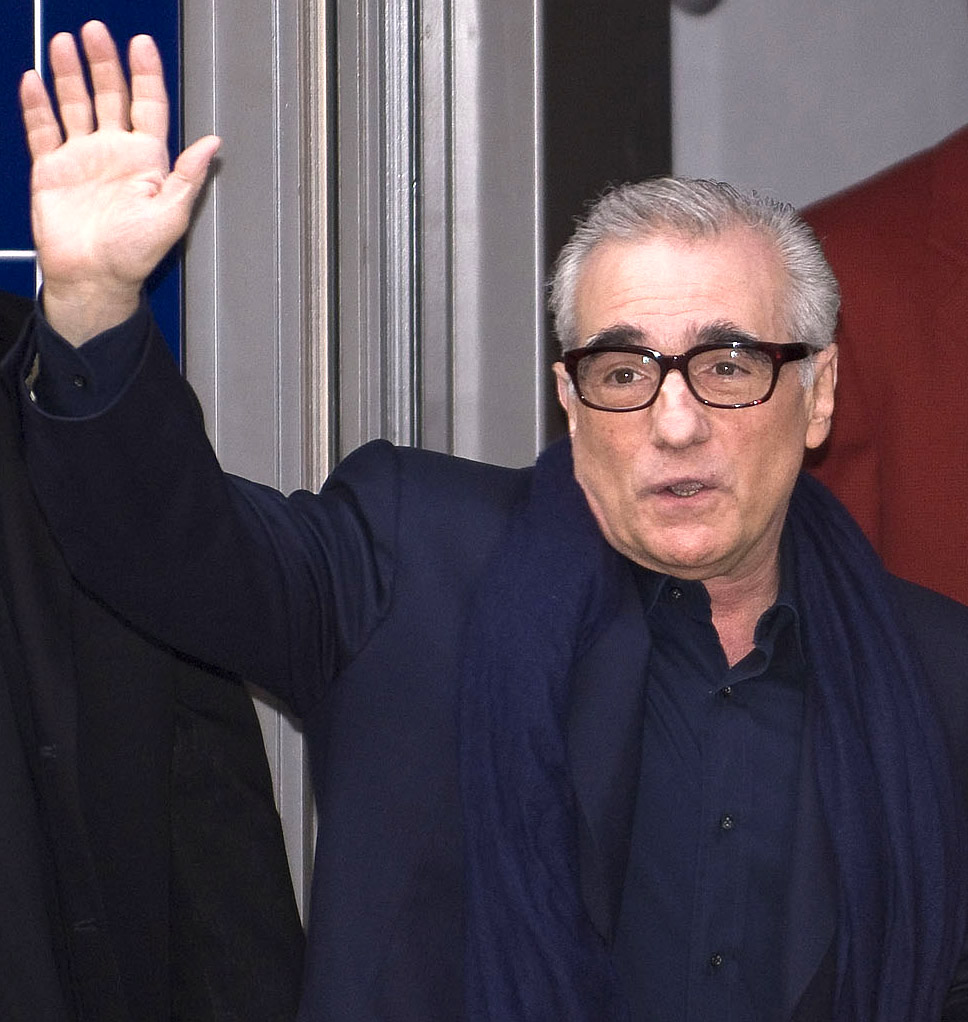
Robbie Robertson reclutó a Martin Scorsese para dirigir The Last Waltz tras escuchar la banda sonora de Mean Streets.

Robertson planteó la posibilidad de grabar el concierto en una película de 16 mm y reclutó a Martin Scorsese como director tras escuchar la banda sonora de Mean Streets. Bajo la dirección de Scorsese, la película pasó a ser una producción de estudio a gran escala con siete cámaras de película de 35 mm.
Siete cineastas distintos, entre ellos Michael Chapman, Vilmos Zsigmond y László Kovács, fueron los encargados de dirigir las cámaras, mientras que Boris Leven, director del diseño de largometrajes como West Side Story y The Sound of Music, proyectó el escenario y la iluminación. Con la ayuda del promotor musical Bill Graham, alquilaron el decorado de la ópera La traviata para incorporarlo al escenario, al que añadieron largas lámparas de cristal.
John Simon, que dirigió los ensayos del concierto, le dio a Scorsese detalles sobre quién cantaba y quién tocaba cada instrumento en las canciones. Junto a Robertson, el director elaboró un guion meticuloso de las canciones, para que la iluminación y las señales de cámara encajaran con las letras de las canciones. Sin embargo, a pesar de la planificación y debido a ajustes en mitad del concierto y a la duración del espectáculo, algunas cámaras funcionaron mal y los cineastas no pudieron grabar todas las canciones. En un momento dado, todas las cámaras excepto la de László Kovács permanecieron apagadas mientras Muddy Waters interpretaba «Mannish Boy». Kovács, frustrado por las constantes instrucciones de Scorsese, desconectó su auricular al inicio del concierto y no oyó la orden de dejar de grabar, por lo que registró la única versión de «Mannish Boy». «Fue simplemente suerte», comentó Scorsese en el documental The Last Waltz Revisited que acompañó la reedición del largometraje en DVD.

### Negociaciones con Bob Dylan
Aunque Bob Dylan aceptó tocar en el concierto, no quiso que grabaran su participación al creer que el documental podría competir en el mercado con su propio proyecto cinematográfico, Renaldo and Clara. Previo al concierto, Warner Bros. accedió a financiar la grabación de The Last Waltz con la condición de que Dylan estuviese presente tanto en el filme como en la banda sonora. La tardía decisión de Dylan obligó a negociar in extremis las condiciones de su presencia en The Last Waltz, en apenas unos minutos en su propio camerino y durante un intermedio del concierto.
En un primer momento, Robbie Robertson intentó contentarle con su palabra de que el concierto no sería publicado antes de Renaldo & Clara: bajo este pretexto, Dylan aceptó que le grabaran. Sin embargo, Levon Helm aseguró en su biografía que fue Bill Graham quien le convenció de figurar en la película:

«Bill Graham entró en el camerino y salió llevándose las manos a la cabeza. Dijo que Bob no sabía nada de que le iban a grabar. Volvió para explicarle a Bob lo dura que era la situación. Todos estaban mordiéndose las uñas. Estuvo con él un par de minutos, aunque parecían horas. Nadie dio crédito al asunto. A cinco minutos de subir al escenario, salió con la palabra de que podían filmar las dos últimas canciones de Bob, y solo las dos últimas. Bill Graham nos salvó el culo esa noche».

Al final, Scorsese pudo filmar dos canciones de Dylan, «Baby Let Me Follow You Down» y «Forever Young». Según comentó el director: «Cuando Dylan apareció en el escenario, el sonido era tan alto que no sabía qué grabar», comentó Scorsese. «Bill Graham estaba cerca de mí gritándome: "¡Grábalo, grábalo! Viene de las mismas calles que tú. No dejes que te presione". Afortunadamente grabamos las dos canciones que se usaron en la película».

## Posprodución
Tras el concierto, Scorsese alquiló un estudio de Metro-Goldwyn-Mayer para grabar varias tomas extra e incorporarlas al largometraje. Una de las tomas, una versión de estudio de «The Weight» con la colaboración de The Staple Singers, sustituyó a la versión en directo de la canción debido a problemas con la grabación original. El grupo grabó también la canción «Evangeline» con la cantante Emmylou Harris en el mismo estudio, mientras que las entrevistas tuvieron lugar en los estudios Shangri-La de Malibu, California.
Debido al compromiso de Scorsese con la película New York, New York y con el documental American Boy: A Profile of Steven Prince, retrasó la publicación de The Last Waltz hasta 1978. Durante los dos años siguientes al concierto, Scorsese y Robertson trabajaron conjuntamente en California en la posproducción de la película. Un problema significativo durante las sesiones de trabajo estuvo relacionado con la droga, dado que desde determinados ángulos se podían ver restos de cocaína en la fosa nasal izquierda de Neil Young. Debido a ello, Robertson pagó varios miles de dólares por técnicas de rotoscopia para eliminarlos. Al respecto, Robertson comentó en tono jocoso: «Fue la cocaína más cara que jamás compré».
Durante la posprodución, Robertson entabló una fuerte amistad con Scorsese y comenzó a trabajar como productor y supervisor musical en numerosos proyectos del director, tales como El color del dinero, Gangs of New York, Shutter Island y The Departed.

## Recepción

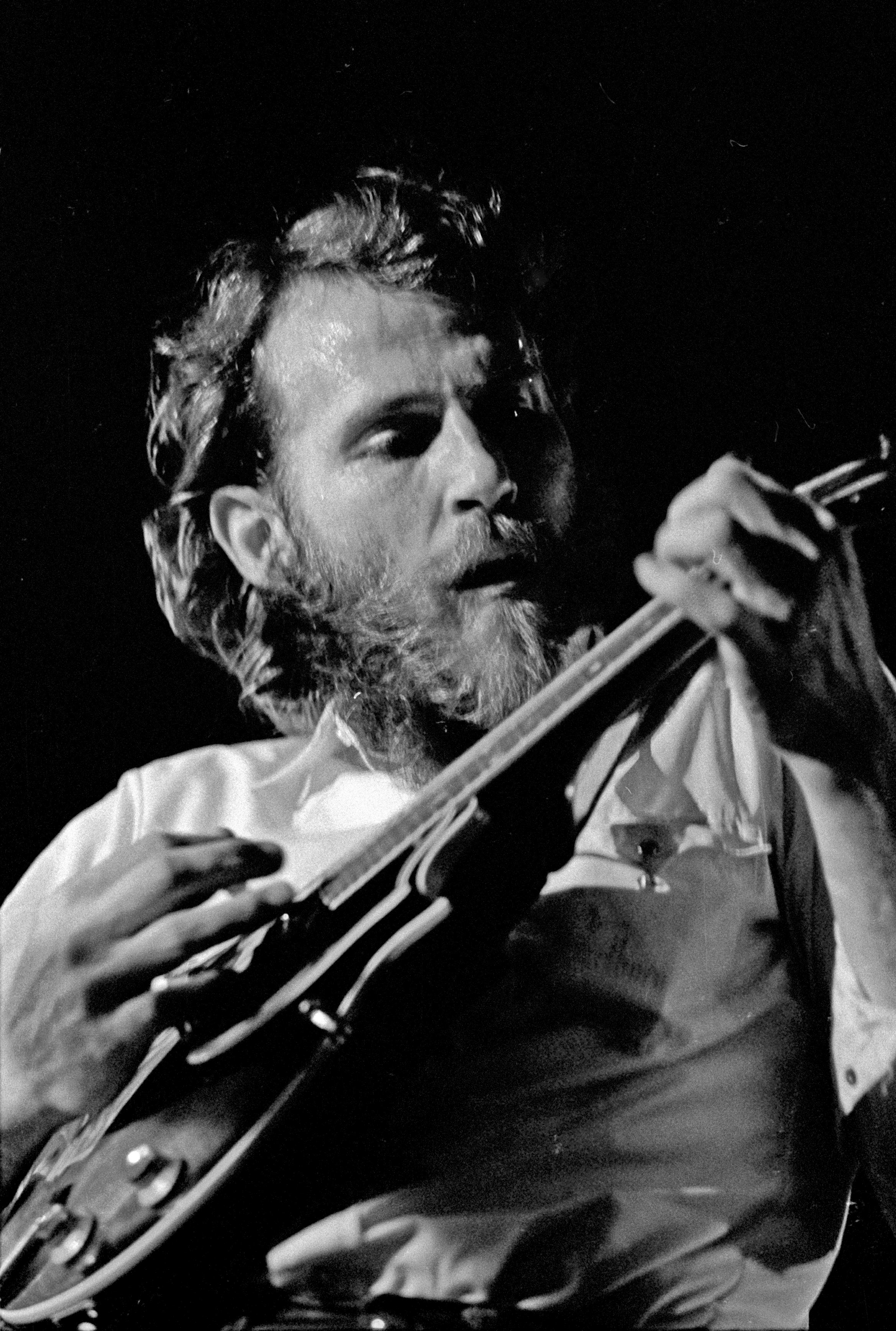
Levon Helm, batería de The Band, criticó The Last Waltz por dar mayor visibilidad a su compañero Robbie Robertson y llegó a definirlo como «la mayor puta estafa que sufrió The Band».

Gran parte de la crítica musical y cinematográfica describió The Last Waltz como uno de los mejores documentales musicales de la historia. El crítico cinematográfico Michael Wilmington la definió en el diario Chicago Tribune como «la mejor película de un concierto de rock jamás hecha». Terry Lawson comentó en Detroit Free Press : «Esta es una de las mejores experiencias del cine». Por su parte, Total Film considera el filme «el mejor documental musical jamás rodado», mientras que la web Rotten Tomatoes le da una valoración de 97 sobre 100 sobre la base de treinta y siete reseñas, de las cuales solo una, escrita por Janet Maslin para el diario The New York Times, es negativa. Según Maslin: «Se articula tan poco con la sensación de ser el fin de una era que... es simplemente imposible ver The Last Waltz como una película diferente del montón».
En el plano musical, el crítico Robert Christgau otorgó a la banda sonora una calificación de B+ y comentó que «la película mejora cuando no la ves». Además, destacó las canciones blues de Muddy Waters y Paul Butterfield, así como los arreglos de viento de Allen Toussaint y los «abrasadores y desordenados» dúos de guitarra entre Robertson y Eric Clapton.
A pesar de la casi unánime aprobación de la crítica cinematográfica, el batería Levon Helm expresó en su biografía, This Wheel's on Fire, serias reservas sobre la forma en que Scorsese enfocó el documental. Al respecto, Helm escribió que Scorsese y Robertson conspiraron para crear una imagen falsa de The Band como un grupo liderado por Robertson, cuando en realidad el grupo no tuvo un líder consolidado. En relación con la crítica, comentó que Robertson, que cantó los coros de las canciones en el documental, actuó frente a un micrófono apagado en la mayoría del concierto, una práctica habitual durante las giras del grupo dado que solo Helm, Danko y Manuel cantaban.
Helm también criticó el documental por la escasa presencia de escenas donde aparecen Richard Manuel y Garth Hudson, como ocurre en la última canción, «I Shall Be Released», donde Manuel queda oculto en un segundo plano. El músico acabó por definir The Last Waltz como «la mayor puta estafa que sufrió The Band» y escribió que Manuel, Danko, Hudson y él nunca recibieron dinero por la comercialización del documental ni de la banda sonora. John Simon, productor musical de The Last Waltz, respaldó las críticas en relación con el concierto y añadió que, con la excepción de la batería y la voz de Helm, la gran mayoría de la banda sonora fue sobregrabada con nuevas pistas en el estudio.
A lo largo del libro, Helm criticó con dureza a su antiguo compañero por tomar el liderazgo del grupo sin ningún consenso y aprovechando disputas internas y problemas psicológicos de Manuel, sumados al creciente desinterés del propio Helm en el grupo, que culminaron con la desintegración de The Band tras el concierto de despedida en San Francisco. A pesar de las discrepancias, Robertson pudo retomar su amistad con él poco antes de su muerte, que tuvo lugar el 19 de abril de 2012 tras luchar contra un cáncer de garganta.

## Banda sonora

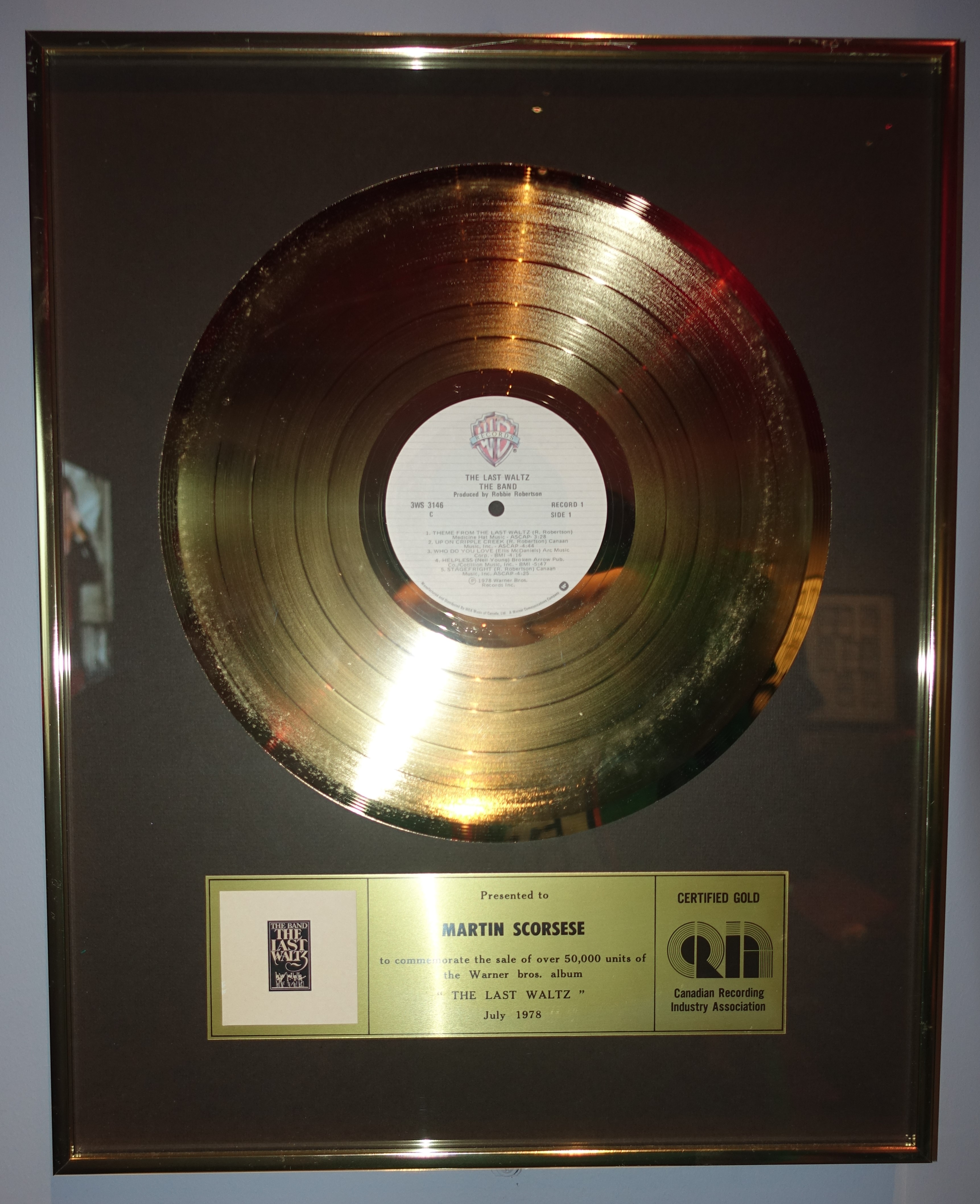
El álbum The Last Waltz fue certificado disco de oro por Music Canada.

La publicación de la banda sonora, también titulada The Last Waltz, tuvo lugar el 16 de abril de 1978 en forma de triple álbum con una pequeña parte del concierto, que incluyó canciones descartadas de la película como «Down South in New Orleans», con Bobby Charles y Dr. John, «Tura Lura Lural (That's an Irish Lullaby)», con Van Morrison, «Life is a Carnival», de The Band, y «I Don't Believe You (She Acts Like We Never Have Met)», de Bob Dylan. El álbum alcanzó el puesto dieciséis en la lista estadounidense Billboard 200 y supuso la primera y única publicación oficial de The Band bajo el sello discográfico Warner Bros. Records, tras publicar su último álbum de estudio, Islands, un año después del concierto de despedida por obligaciones del contrato con Capitol Records.
En 2002, veinticinco años después del estreno del largometraje, Robertson supervisó y publicó una caja recopilatoria de cuatro discos con las canciones del concierto remasterizadas, además de dieciséis canciones previamente inéditas y tomas de los ensayos. Entre las nuevas canciones incluye «Caldonia», interpretada por Muddy Waters, la versión de «The Weight» en directo, así como las dos jam session, con los títulos de «Jam #1» y «Jam #2».

## Canciones
Martin Scorsese alteró el orden en que The Band interpretó las canciones en el Winterland Ballroom de San Francisco, y descartó buena parte de los temas con Robbie Robertson en una selección posterior. Además, las canciones incluidas fueron mezcladas sin seguir el orden original, hasta tal punto que la película comenzó con la última canción del concierto, «Don't Do It».
Una situación similar tuvo lugar con la banda sonora, que incluyó canciones descartadas del documental como «Life is a Carnival», «Tura Lura Lural (That's an Irish Lullaby)», «Baby Let Me Follow You Down» y «I Don't Believe You», y eliminó «Chest Fever», así como «Genetic Method», la introducción instrumental de Garth Hudson al órgano. La edición expandida en formato de caja recopilatoria incorporó una versión más completa del concierto, con trece canciones previamente inéditas, aunque no incluyó los temas «Georgia on My Mind», «King Harvest (Has Surely Come)» ni la versión en directo de «The Last Waltz Suite» y de «Evangeline».
En la siguiente tabla se indica orden de las canciones en los distintos formatos en los que se publicó The Last Waltz:
| Canción                                          | Artista(s)                           | Concierto | Película | Álbum (1978) | Álbum (2002) |
| ------------------------------------------------ | ------------------------------------ | --------- | -------- | ------------ | ------------ |
| «Up on Cripple Creek»                            | The Band                             | 1         | 3        | 2            | 2            |
| «The Shape I'm In»                               | The Band                             | 2         | 4        | 14           | 3            |
| «It Makes No Difference»                         | The Band                             | 3         | 6        | 8            | 4            |
| «Life is a Carnival»                             | The Band                             | 4         | -        | 19           | 6            |
| «This Wheel's on Fire»                           | The Band                             | 5         | -        | -            | 10           |
| «W.S. Walcott Medicine Show»                     | The Band                             | 6         | -        | -            | 26           |
| «Georgia on My Mind»                             | The Band                             | 7         | -        | -            | -            |
| «Ophelia»                                        | The Band                             | 8         | 20       | 16           | 18           |
| «King Harvest (Has Surely Come)»                 | The Band                             | 9         | -        | -            | -            |
| «The Night They Drove Old Dixie Down»            | The Band                             | 10        | 12       | 10           | 29           |
| «Stage Fright»                                   | The Band                             | 11        | 10       | 5            | 14           |
| «Rag Mama Rag»                                   | The Band                             | 12        | -        | -            | 15           |
| «Who Do You Love?»                               | Ronnie Hawkins                       | 13        | 5        | 3            | 5            |
| «Such a Night»                                   | Dr. John                             | 14        | 8        | 9            | 7            |
| «Down South in New Orleans»                      | Bobby Charles y Dr. John             | 15        | -        | 15           | 9            |
| «Mystery Train»                                  | Paul Butterfield                     | 16        | 15       | 11           | 11           |
| «Caldonia»                                       | Muddy Waters                         | 17        | -        | -            | 12           |
| «Mannish Boy»                                    | Muddy Waters                         | 18        | 16       | 12           | 13           |
| «All Our Past Times»                             | Eric Clapton                         | 19        | -        | -            | 16           |
| «Further on Up the Road»                         | Eric Clapton                         | 20        | 17       | 13           | 17           |
| «Helpless»                                       | Neil Young                           | 21        | 9        | 4            | 19           |
| «Four Strong Winds»                              | Neil Young                           | 22        | -        | -            | 20           |
| «Coyote»                                         | Joni Mitchell                        | 23        | 14       | 6            | 21           |
| «Shadows and Light»                              | Joni Mitchell                        | 24        | -        | -            | 22           |
| «Furry Sings the Blues»                          | Joni Mitchell                        | 25        | -        | -            | 23           |
| «Dry Your Eyes»                                  | Neil Diamond                         | 26        | 13       | 7            | 25           |
| «Tura Lura Lural (That's an Irish Lullaby)»      | Van Morrison                         | 27        | -        | 17           | 27           |
| «Caravan»                                        | Van Morrison                         | 28        | 21       | 18           | 28           |
| «Acadian Driftwood»                              | The Band, Neil Young y Joni Mitchell | 29        | -        | -            | 24           |
| «Genetic Method»/«Chest Fever»                   | The Band                             | 30        | 19       | -            | 30           |
| «The Last Waltz Suite: Evangeline» (en directo)  | The Band                             | 31        | -        | -            | -            |
| «The Weight»                                     | The Band                             | 32        | -        | -            | 8            |
| «Baby Let Me Follow You Down»                    | Bob Dylan                            | 33        | -        | 20           | 31           |
| «Hazel»                                          | Bob Dylan                            | 34        | -        | -            | 32           |
| «I Don't Believe You»                            | Bob Dylan                            | 35        | -        | 21           | 33           |
| «Forever Young»                                  | Bob Dylan                            | 36        | 23       | 22           | 34           |
| «Baby Let Me Follow You Down» (Reprise)          | Bob Dylan                            | 37        | 24       | 23           | 35           |
| «I Shall Be Released»                            | The Band e invitados                 | 38        | 25       | 24           | 36           |
| «Jam #1»                                         | The Band e invitados                 | 39        | -        | -            | 37           |
| «Jam #2»                                         | The Band e invitados                 | 40        | -        | -            | 38           |
| «Don't Do It»                                    | The Band                             | 41        | 1        | -            | 39           |
| «Theme from The Last Waltz» (versión de estudio) | The Band                             | -         | 2        | 1            | 1            |
| «Greensleeves» (versión de estudio)              | The Band                             | -         | 26       | -            | 40           |
| Introducción a Los cuentos de Canterbury         | Michael McClure                      | -         | 7        | -            | -            |
| «The Weight» (versión de estudio)                | The Band y The Staple Singers        | -         | 11       | 29           | 44           |
| «Evangeline» (versión de estudio)                | The Band y Emmylou Harris            | -         | 18       | 27           | -            |
| «Loud Prayer»                                    | Lawrence Ferlinghetti                | -         | 22       | -            | -            |

## Artistas
| The Band - Rick Danko: bajo, violín y voz - Levon Helm: batería, mandolina y voz - Garth Hudson: órgano, piano, acordeón, sintetizadores, saxofón y clavinet - Richard Manuel: piano, órgano, batería, clavinet, dobro y voz - Robbie Robertson: guitarra, piano y coros Otros músicos - Bob Margolin: guitarra en «Mannish Boy» - Dennis St. John: batería en «Dry Your Eyes» - John Simon: piano en «Tura Lura Lural» y «Georgia On My Mind» Sección de vientos - Rich Cooper: trompeta y fliscorno - James Gordon: flauta, saxofón tenor y clarinete - Jerry Hey: trompeta y fliscorno - Howard Johnson: tuba, saxofón barítono, fliscorno y clarinete bajo - Charlie Keagle: clarinete, flauta y saxofón - Tom Malone: trombón, bombardino y flauta - Larry Packer: violín eléctrico - Allen Toussaint: arreglos de metales | Invitados - Paul Butterfield: armónica y coros - Bobby Charles: coros - Eric Clapton: guitarra y voz - Neil Diamond: guitarra y voz - Dr. John: piano, guitarra, congas y voz - Bob Dylan: guitarra y voz - Emmylou Harris: guitarra acústica y voz - Ronnie Hawkins: voz - Joni Mitchell: guitarra acústica y voz - Van Morrison: voz - Pinetop Perkins: piano y voz - Carl Radle: bajo - Cleotha Staples coros - Mavis Staples: coros - Roebuck Staples: guitarra y voz - Yvonne Staples: coros - Ringo Starr: batería - Stephen Stills: guitarra - Muddy Waters: voz - Ron Wood: guitarra - Neil Young: guitarra, armónica y voz |

## Premios y nominaciones
| Año  | Fundación                                                  | Premio                                  | Receptor(es)                      | Resultado |
| ---- | ---------------------------------------------------------- | --------------------------------------- | --------------------------------- | --------- |
| 1979 | Premios del Círculo de Críticos Cinematográficos de Kansas | Mejor documental                        |                                   | Ganador   |
| 2003 | Premios DVD Exclusive                                      | Mejores comentarios                     | Martin Scorsese, Robbie Robertson | Ganador   |
| 2003 | Premios DVD Exclusive                                      | Mejores extras nuevos en general        | Stephen Altobello                 | Nominado  |
| 2003 | Premios DVD Exclusive                                      | Mejor documental retrospectivo original | Stephen Altobello                 | Nominado  |
| 2003 | Premios Satellite                                          | Mejores extras en un DVD                |                                   | Nominada  |